# New Iberia
New Iberia (franz. La Nouvelle-Ibérie; span. Nueva Iberia) ist eine Stadt und der Parish Seat des Iberia Parish in Louisiana. Das U.S. Census Bureau hat bei der Volkszählung 2020 eine Einwohnerzahl von 28.555 ermittelt.
Die Stadt liegt 48 km südöstlich von Lafayette.

## Geographie
New Iberia liegt im Süden von Louisiana. Laut United States Census Bureau hat die Stadt eine Fläche von 27,5 km², davon sind 27 km² Landfläche und 0,5 km² sind Wasserfläche.

## Demographie
Die Volkszählung im Jahre 2000 ergab eine Zahl von 32.623 Menschen, 11.765 Haushalten und 8335 Familien, die in der Stadt leben. Die Bevölkerungsdichte betrug 1208,3 je km². Es gab 12.880 Wohneinheiten mit einer durchschnittlichen Dichte von 470,9 pro km². Hier lebten 56,99 % Weiße, 38,42 % Afroamerikaner, 2,64 % Asiaten, 0,21 % Indianer, 0,02 % Pazifische Insulaner, 0,51 % anderer Rassen und 1,2 % mit zwei oder mehr Rassen. Lateinamerikaner machten einen Anteil von 1,49 % der Bevölkerung aus. Laut dem United States Census 2010 hatte die Stadt 30.617 Einwohner, verglichen mit dem Jahr 2000 als die Bevölkerungszahl bei 32.623 lag. Der Rückgang der Bevölkerung zwischen den Jahren 2000 und 2010 lag somit bei 2.006 Einwohnern.
Die Altersverteilung sah wie folgt aus: 29,8 % waren unter 18 Jahre, 9,7 % waren zwischen 18 und 24, 26,8 % waren zwischen 25 und 44, 20,4 % waren zwischen 45 und 64 und 13,3 % waren 65 Jahre oder älter. Das durchschnittliche Alter betrug 34 Jahre.
Das Durchschnittseinkommen eines Haushalts in New Iberia beträgt 26.079 US-Dollar. Das US-amerikanische Durchschnittseinkommen beträgt 42.148 Dollar. 24,9 % der Familien und 29,5 % der Bevölkerung lebten unter der Armutsgrenze.

## Persönlichkeiten

### Söhne und Töchter der Stadt
- Kathleen Blanco (1942–2019), Politikerin und Gouverneurin von Louisiana
- Robert F. Broussard (1864–1918), Politiker
- Charles Henry Kahn (1928–2023), Klassischer Philologe und Philosophiehistoriker
- Morgann LeLeux Romero (* 1992), Stabhochspringerin
- Darrel Mitchell (* 1984), Basketballspieler
- Vivien Thomas (1910–1985), operationstechnischer Assistent und angelernter Chirurg, Pionier der Herzchirurgie

### Bekannte Bewohner
- James Lee Burke (* 1936), Kriminalautor
- Patrick T. Caffery (1932–2013), Politiker
- Bunk Johnson (1879–1949), Kornettist und Trompeter des traditionellen Jazz

## Partnerstädte
Woluwe-Saint-Pierre/Sint-Pieters-Woluwe, Belgien 

 Fuengirola, Spanien 

 Saint-Jean-d’Angély, Frankreich 

 Alhaurín de la Torre, Spanien